# Heinz Manchen
Heinz Joachim Manchen (2. Mai 1931 in Bremen – 20. März 1978 ebenda) war ein deutscher Ruderer. Er gewann 1952 eine olympische Silbermedaille.
1952 bildete Heinz Manchen zusammen mit Helmut Heinhold und Steuermann Helmut Noll einen neuen Zweier mit Steuermann. Dieses Boot vom Vegesacker Ruderverein gewann auf Anhieb den Deutschen Meistertitel vor den Duisburger Titelverteidigern Müller, Brinkmann und Funke. Damit qualifizierten sich die drei Bremer auch für die olympische Ruderregatta 1952 in Meilahti, einem Stadtteil von Helsinki. Dort erreichten zwei deutsche Boote das Finale. Der Achter belegte den fünften Platz, während der Zweier nur den Franzosen Raymond Salles, Gaston Mercier und Bernard Malivoire unterlag und damit Silber gewann.
1953 gewannen Manchen und Heinhold zusammen mit dem Steuermann Otto Nordmeyer die Deutsche Meisterschaft vor den Duisburgern. Bei der Europameisterschaft 1953 in Kopenhagen unterlagen sie dem französischen Boot, in dem allerdings keiner der Olympiasieger von 1952 saß. 1954 gewannen Manchen und Heinhold ihren dritten deutschen Meistertitel in Folge, diesmal steuerte Hans Zander. 1956 belegten die beiden zusammen mit Steuermann Heinz-Georg Oehlers den dritten Platz bei der Deutschen Meisterschaft.
Für seine sportlichen Erfolg wurde er am 27. Oktober 1952 mit dem Silbernen Lorbeerblatt ausgezeichnet.